# وليد أبو غربية
وليد أبو غربية ( 2 نوفيمبر 1935 - 16 أوكتوبر 2011) باحث أردني في علم النبات، وهو عميد سابق لكلية الزراعة في الجامعة الأردنية، ومؤسس الجمعية العربية لوقاية النبات ورئيس أسبق لها.

## مؤهلات علمية
حاصل على بكالوريوس مبيدات الآفات، من جامعة الإسكندرية، مصر (1958)، وعلى ماجستير في أمراض النبات، من جامعة روتجرز، نيوجرسي، الولايات المتحدة (1962)، ودكتوراه في نيماتودا النبات، من جامعة فلوريدا، الولايات المتحدة (1968)، وما بعد الدكتوراه في نيماتودا النبات، جامعة فلوريدا، الولايات المتحدة (1969)، وأجاد بالإضافة للغته العربية كل من الإنجليزية والألمانية.

## حياته العملية
كان عميدًا لكلية الزراعة، في الجامعة الأردنية، عمان، (1973- 2006)، ورئيس قسم الإنتاج ووقاية النبات، ثم رئيس قسم وقاية النبات، في نفس الكلية لثلاث دورات (1958 - 1973)، كما عمل في وزارة الزراعة رئيسًا لقسم وقاية النبات، في مديرية البحث والإرشاد الزراعي. وكان خلالها مديراً لمحطة دير علا للبحوث الزراعية، التابعة لوزارة الزراعة. للأعوام (1964 - 1965) ومديراً لمحطة الفارعة للبحوث الزراعية، التابعة لوزارة الزراعة. عام 1960.

## تخصص أكاديمي
- نيماتودا النبات: مسوح تصنيفية، بيئة، علاقة النيماتودا بالنبات العائل، غربلة النباتات لصفة المقاومة، والمكافحة.
- التعقيم الشمسي للتربة الزراعية .
- أمراض النبات.

## الخبرات العملية
عمل كباحث مساعد، وباحث، ورئيس قسم وقاية النبات في وزارة الزراعة الأردنية منذ 1958 حتى 1973، كما عمل أستاذًا مساعدًا (1973)، وأستاذ مشارك (1977) وأستاذ عام (1982) في كلية الزراعة بالجامعة الأردنية، ونفذ العديد من مشاريع الأبحاث في مجال نيماتودا النبات في الأردن (1973-2008)، وكان رئيس فريق وباحث رئيسي لعدد من مشاريع الأبحاث في مجال التعقيم الشمسي للتربة الزراعية (1982)، وشارك في عدد من المهمات العلمية وقام بعدد من الدراسات بتكليف من منظمة الأغذية والزراعة الدولية، برنامج الأمم المتحدة للإنماء، والمنظمة العربية للتنمية الزراعية في الأردن، واليمن، والإمارات العربية المتحدة، وعمان، وإيطاليا وفلسطين (1973)، ورئيس اللجنة التنظيمية للمؤتمر الدولي الأول للتعقيم الشمسي للتربة الزراعية، الأردن (1991)، وعضو اللجنة التنظيمية للمؤتمر الدولي الثاني للتعقيم الشمسي للتربة الزراعية والإدارة المتكاملة لآفات التربة سوريا(1977)، وشارك في اللجنة الدولية حول المكافحة المتكاملة لممرضات التربة في كل من إيكاردا حلب، والمملكة المتحدة(1997)، وهو عضو مؤسس للجمعية العربية لوقاية النبات، والتي رأسها في الفترة من 1982 حتى 1986، وعضو هيئة تحرير عدد من المجلات العلمية.